# Cathédrale Saint-David de Cardiff
Pour les articles homonymes, voir Cathédrale Saint-David.
La cathédrale métropolitaine Saint-David est la cathédrale catholique de Cardiff au pays de Galles. Située dans le centre-ville, c'est le siège de l'archidiocèse catholique de Cardiff. Elle est consacrée à l'apôtre gallois, saint David de Ménevie.
Située dans la rue Charles, la cathédrale reste le point focal de la vie catholique à Cardiff, et dans la région dans son ensemble. C'est aussi l'une des trois cathédrales catholiques de Grande-Bretagne qui soit associée à une école de chorale.

## Historique
Après l'arrivée de 12 000 catholiques fuyant la grande famine en Irlande dans les années 1840, le besoin d'un lieu de culte catholique s'est fait ressentir. L'édifice a été construit comme principale église catholique de Cardiff et est devenu une cathédrale et le siège de l'archevêque catholique de Cardiff en 1916. 
La cathédrale a été gravement endommagée par les bombardements de 1941, mais à la suite d'une importante restauration, elle a rouvert en 1959.

## Architecture
La cathédrale est une église en forme de salle voutée avec une charpente en bois ouverte et un chœur court et encastré, conçue dans les formes rigoureuses du début du gothique anglais. Des chapelles avec des ouvertures en arc sont ajoutées latéralement aux travées de la nef. La façade du portail est flanquée au sud d'un haut clocher carré.
L'équipement d'origine n'est que partiellement conservé. Il a été complété par des pièces contemporaines après la destruction de l'église pendant la guerre et après le concile Vatican II. 

## Musique
La cathédrale est célèbre pour sa chorale. Créée en 1959 comme Chorale des garçons (Boys Choir), elle s'est développée avec l'adjonction d'une chorale de jeunes filles juniors et d'une autre de filles seniors. Elle comprend désormais environ 65 garçons et filles, des étudiants en chorale et des clercs laïcs professionnels. Tous les choristes sont formés à la Choir School du St John's College, à Cardiff.
Le chœur se produit dans toute l'Europe pour présenter son répertoire, et participe à des échanges avec d'autres ensembles vocaux. Le chœur peut être entendu en direct sur BBC Radio 4 et BBC Radio Wales (en).

## galerie

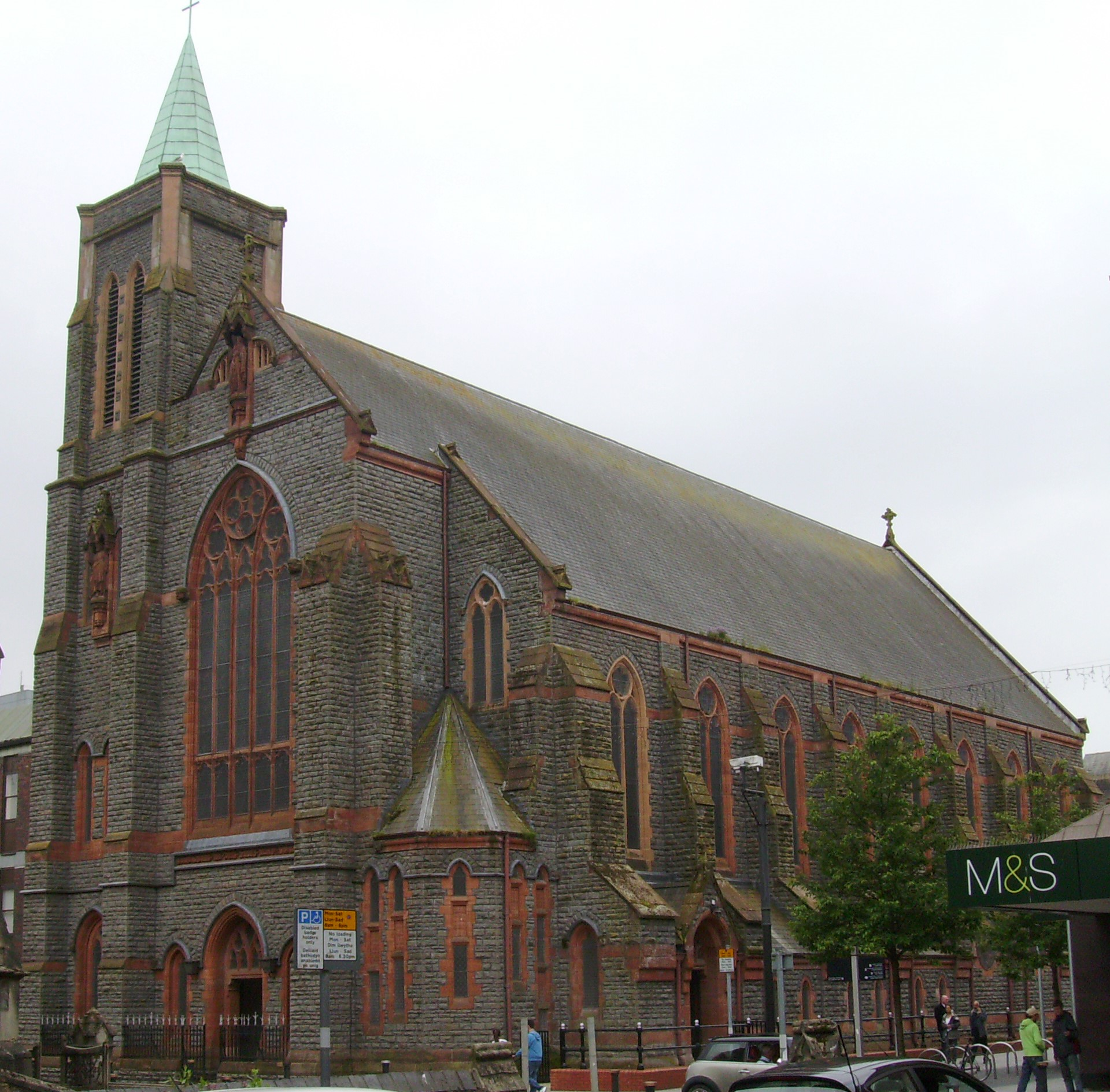
Vue générale.
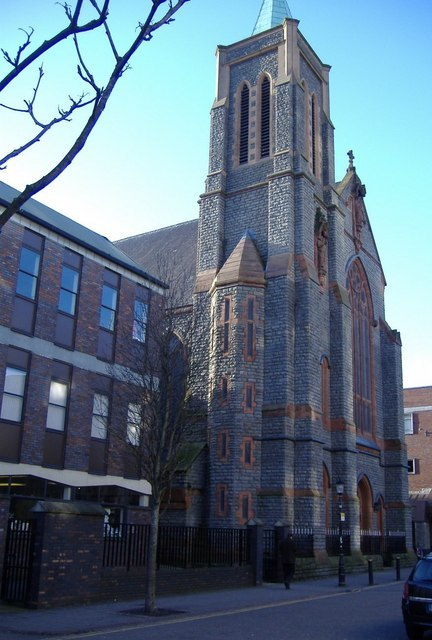
Façade et clocher.
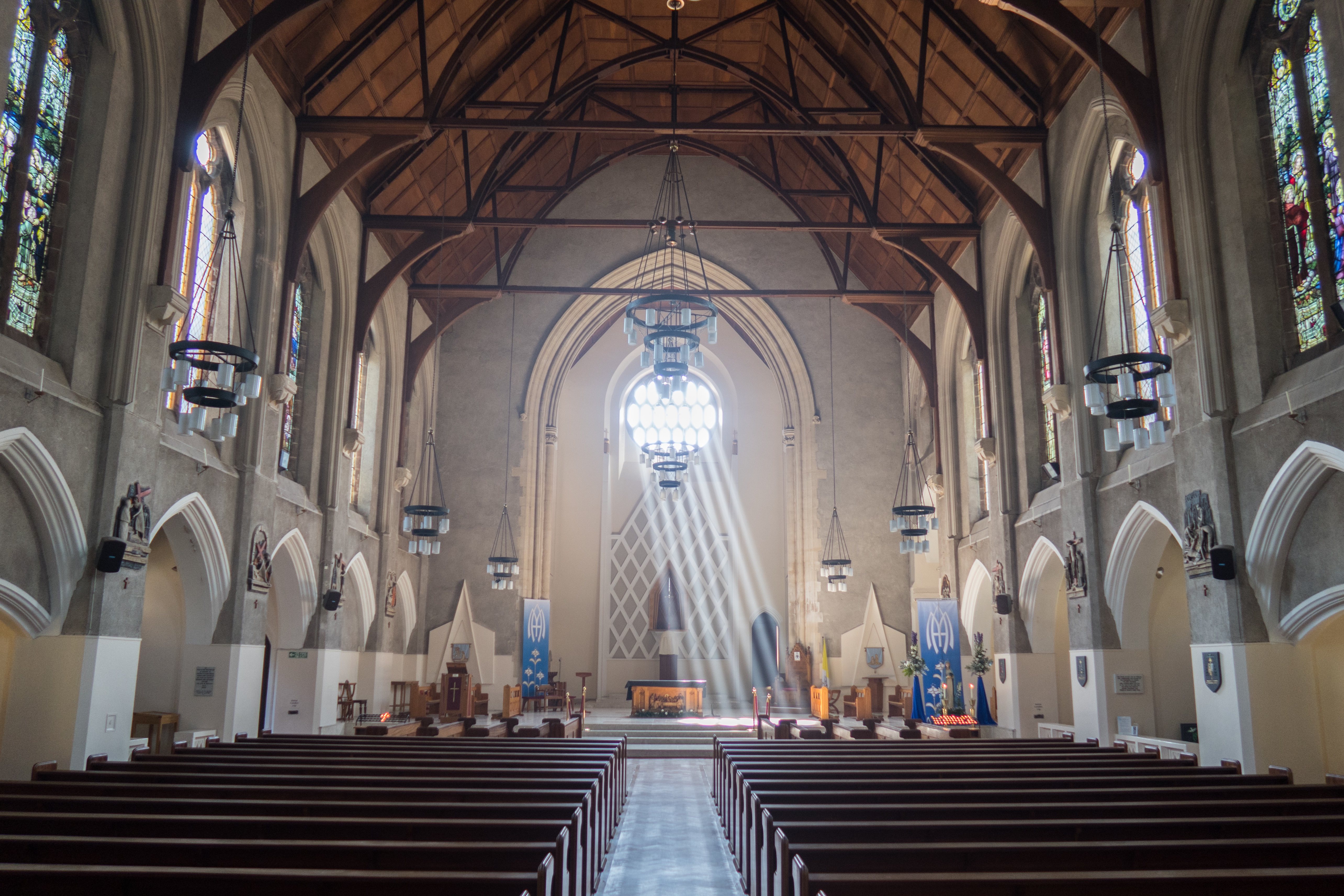
La nef vers le chœur.
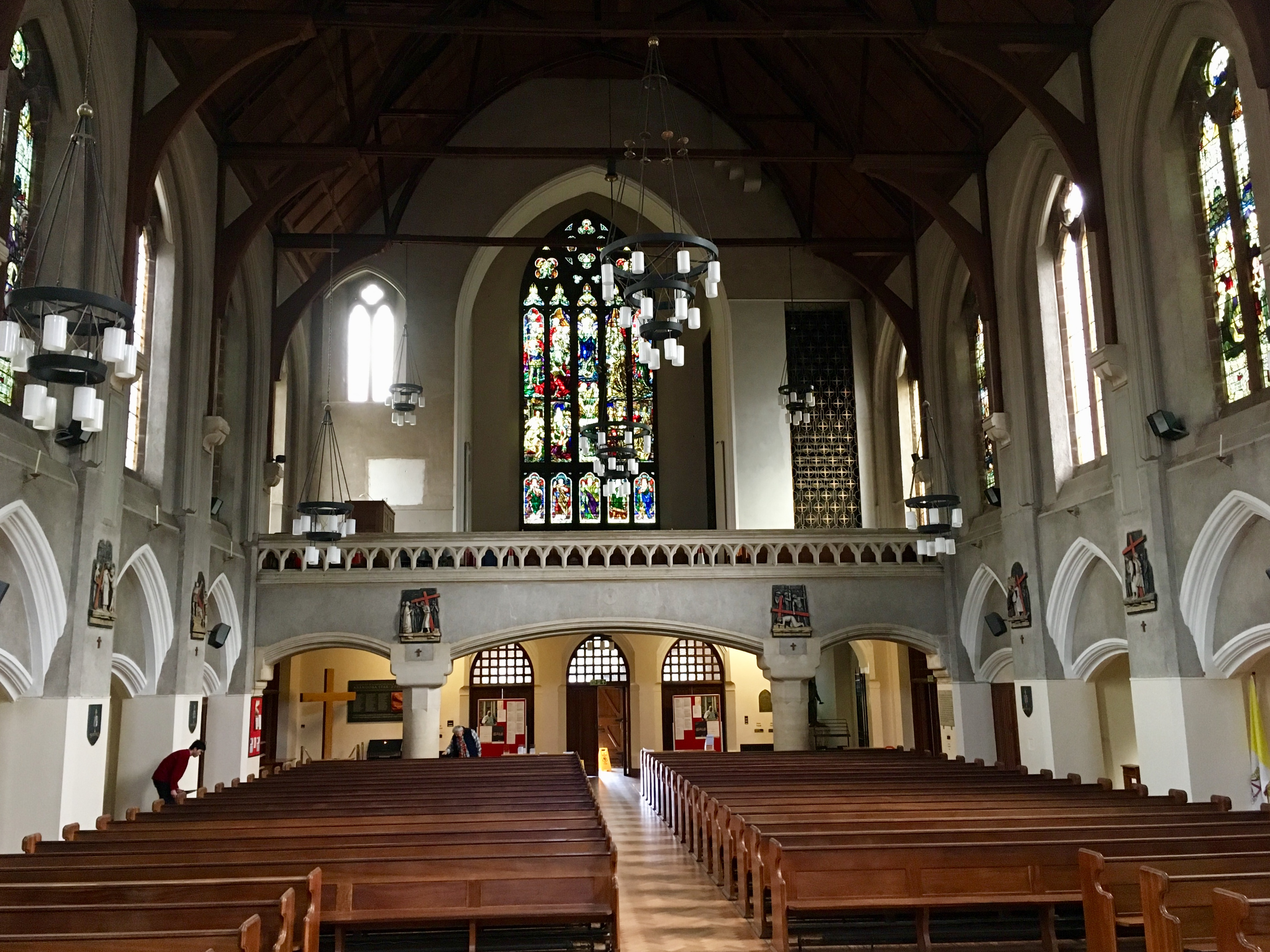
La nef vers l'entrée et le vitrail de la façade.
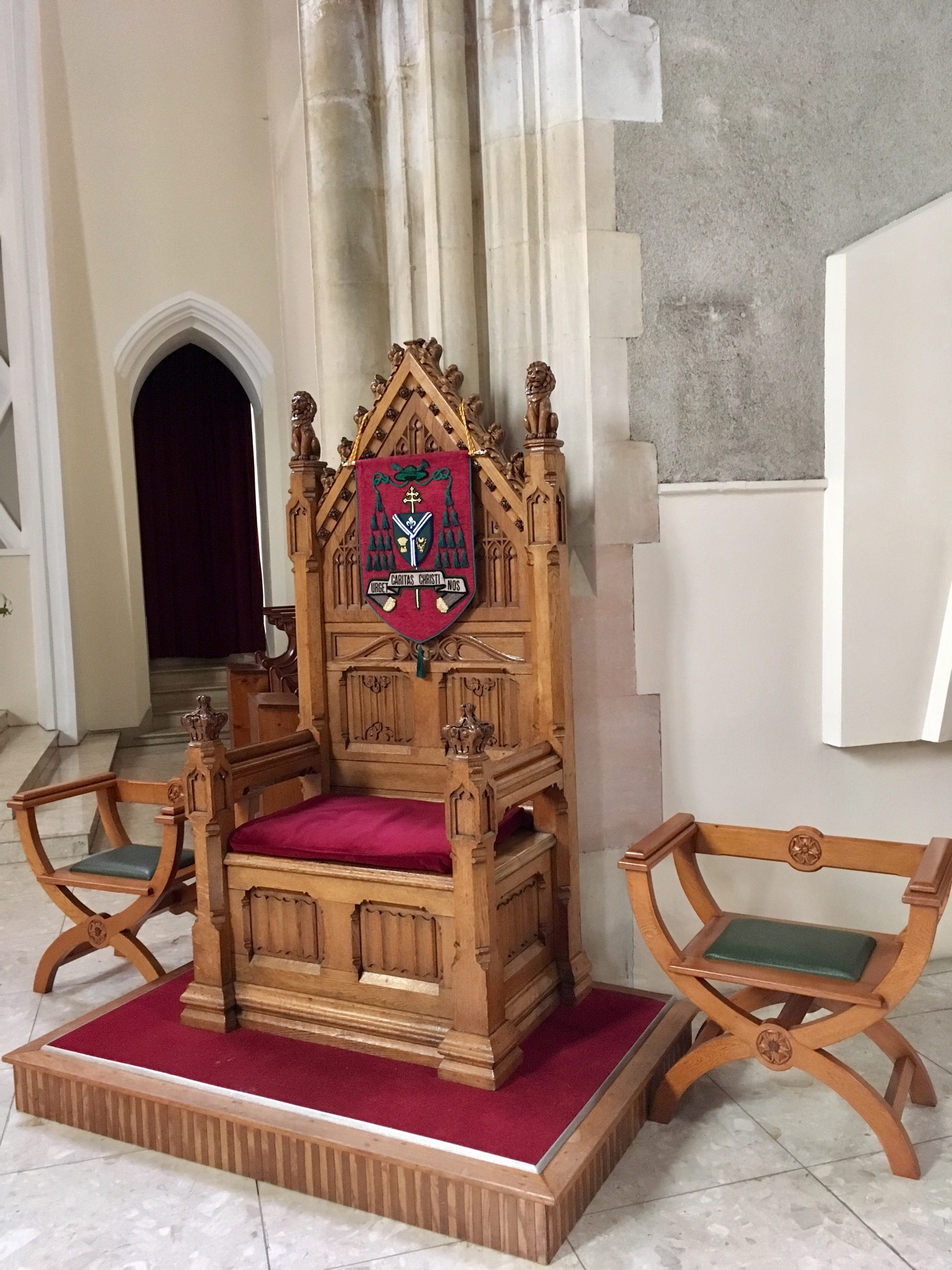
Le trône épiscopal.

## Source
- (en) Cet article est partiellement ou en totalité issu de l’article de Wikipédia en anglais intitulé « Cardiff Metropolitan Cathedral » (voir la liste des auteurs).